# Творець зірок
«Творець зірок» (англ. Star Maker) — науково-фантастичний, філософський, візіонерський роман англійського філософа і письменника Олафа Стейплдона. Виданий в 1937 році, він розвиває ідеї роману «Останні і перші люди» (1930).
Книга описує історію Всесвіту від його початку і до загибелі, життя незліченної кількості цивілізацій, які населяли, населяють і населятимуть його. Оповідач і бачені ним істоти час від часу задумуються над існуванням творця Всесвіту і прагнуть осягнути його суть і наміри.

## Сюжет

### Земля
Оповідач, роздумуючи над марністю і крихкістю життя людських спільнот, вирушає на вечірню прогулянку околицями міста. Сівши на пагорбі, звідки видно місто, він заглиблюється у свої переживання. Уява переносить його, як безтілесного спостерігача, в космос, звідки видно Землю, а потім до інших планет. Кілька разів оповідач лякається і повертається в тіло, але раз за разом вирушає ще далі.

### Друга Земля
Уява виносить оповідача за межі Галактики і приводить на далеку планету Чумацького Шляху, дуже схожу на Землю. На ній мандрівник виявляє істот, подібних на людей, але все ж відмінних будовою тіла. Він залишається невидимим дослідником цієї «другої Землі». Минає кілька років, за які оповідач обдивився планету і навіть навчився насилати свої думки «другим людям». Ті сприймають мандрівника як духа чи ознаку власного божевілля. Врешті він зупиняється в голові відкинутого усіма філософа. Цивілізація «других людей» має розвиток, приблизно як земляни Англії та США 1930-х років. Вони мають автомобілі, радіо, потяги і ракети. Однак літаків і гребних гвинтів ще не винайдено, а радіопередачами найбільше передається смак, оскільки це відчуття найсильніше розвинене в «других людей». Винахід спеціальних шоломів дозволяє багатіям провести все життя в ілюзорному світі смаків. Розповсюджується атеїзм, хоча релігія досить міцна в розвинутих країнах. Тим часом повсюдно шириться перевиробництво, виникає аналог Великої депресії. Напруга в суспільстві і внутрішні суперечності зрештою виливаються у світову війну.
Дискутуючи зі своїм носієм-філософом, оповідач роздумує над тим, що «другі люди» багато разів проходили крізь стадії дикості, піднімалися до цивілізації та знову деградували, втрачаючи моральні цінності. Причину він вбачає у впливі космічного випромінювання, яке має певні цикли наростання і спадання. Оповідач дізнається про знахідку слідів високорозвиненої цивілізації 10 млн років тому. Через це він думає, що Всесвітом править якась байдужа до розумних істот сила. Філософ вагається чи слід йому вірити в доброго Творця, чи існує лише знеособлена байдужа сила творіння. Оповідач покидає його і «другу Землю» в пошуках відповідей.

### Незліченні світи
Але вже будучи у тісному зв'язку з розумом філософа, він бере його у подорож Всесвітом. Після довгих блукань навколо зірок, вони знаходять ще одну населену планету. Минають роки, за які мандрівники так само досліджують цю і нові цивілізації, як колись оповідач «других людей», беручи розуми декотрих із них у подорожі. Вони переміщуються в просторі і часі, бачачи в основному людиноподібне життя, яке існувало задовго до утворення Землі. Проте все воно, ледве розвиваючись до розумного рівня, деградує через власну жорстокість. Багато видів гине від падінь метеоритів чи інших космічних катаклізмів. На деяких планетах оповідач навіть зустрічає істот, ідентичних первісним людям. Разом з тим зустрічаються і люди-птахи, шестиногі чи одноногі та інші дивні створіння. Кілька видів з тисяч досягають дивного «просвітлення» і вислизають від уваги безтілесних спостерігачів. Але більшість продовжують розвиватися і деградувати, хоч і досягають тимчасових утопій.

### Нові світи
Мандрівники знаходять симбіотичну цивілізацію «іхтіоїдів та арахноїдів» з водних планет, яка населяє багато світів і ніби спрямовує безтілесних мандрівників у їхніх подорожах. Коли галактика старішає, все більше цивілізацій виходять на все вищі і вищі рівні розвитку. Вони все частіше виходять в космос, спочатку на ракетах, а далі освоюють зміни орбіт планет шляхом спрямованих вибухів. Такі планети, відправлені у міжзоряні подорожі, іноді стають жертвами навігаційних помилок, громадянських війн або конфліктів з іншими цивілізаціями. З часом всю галактику займають кілька імперій, які в'язнуть у небаченій досі війні. Вони посилають одна проти одної тераформовані та штучні планети, оснащені ядерною зброєю. В ході війни гинуть численні планетні системи і менш розвинені цивілізації. Кілька планет об'єднуються в Лігу, яка відстоює мир і її вплив, хоч і не без проблем, поширюється Галактикою. Але війна руйнує їхню культуру, Ліга починає вірити, що Всесвітом править ненависть і її не подолати. Та цивілізація «іхтіоїдів і арахноїдів», уникаючи контактів, продовжує мирно жити, ніким не виявлена.
Одна з галактичних імперій виявляє іншу, яка не приймає насильства, і спочатку прибуває як місіонери на їх планети. Та начебто поневолені ними істоти телепатичним впливом руйнують єдність їхнього суспільства, яке знову стає на шлях повторюваного занепаду і відродження на своїх планетах. Розгнівана імперія підриває зірки систем противника, від чого чотири системи гине з усіма жителями. Але мандрівники з подивом бачать, що ті зустрічають смерть без спротиву і навіть з насолодою, славлячи Творця зірок.

### Спільнота світів
Тим часом цивілізація «іхтіоїдів і арахноїдів», історія якої вже налічує мільярд років, шукає менш розвинені планети і скеровує їхній розвиток. Вона поступово піднімає зустрінені цивілізації до власного рівня і приймає їх у своє суспільство Симбіозу. «Іхтіоїди і арахноїди» вчаться будувати штучні планети, які мають океани, покриті штучною оболонкою, яка захищає планету і має двигуни для їх руху. Зірки оточують сотні, а потім тисячі штучних планет. Досягнувши вершин технологій, цивілізація опиняється у певному застої, натомість заглиблюється у духовне самовдосконалення і планує заселити інші галактики.
Війни імперій проти більш розвинених цивілізацій спонукають Симбіоз телепатично масово вплинути на агресорів, аби пробудити в них високі ідеали. Але це викликає в населення імперій сильне почуття вини, що призводить до їх деградації, втрати знань і масових самогубств. За декілька тисяч років імперські планети так чи інакше припинили існування, у рідкісних випадках переходячи на вищі щаблі розвитку.
В галактиці встановлюється утопія, її суспільство включає численні цивілізації, самобутність яких схвалюється і розвивається для спільного блага. Суспільство працює над тим, що зробити життя насиченим, досягти нового рівня пізнання і самоусвідомлення. В інших галактиках приблизно в той же час відбуваються ті ж процеси. Розумні істоти починають вірити, що Творець зірок спочатку був одиноким і створив у Всесвіті розум, який розвиватиметься все більше, а Творець спілкуватиметься з духом розуму і вічно радітиме.
Спостерігачі швидко продивляються формування галактики від початку, утворення з газу перших зірок. Вони помічають рух зірок наче живих істот. Оповідач спостерігає всю історію людства в його тріумфах і падіннях, поки воно не гине від вибуху Сонця. Після цього минають мільйони років і настає епоха галактичних імперій, Симбіозу та утопії. Об'єднані цивілізації галактик будують навколо всіх зірок вловлювачі енергії, багато зірок розкладають для використання їх матерії та енергії, від чого світність галактик зменшується.

### Зірки і паразити
Оповідач раніше помітив дивну низку вибухів зірок в багатьох галактиках і береться детальніше вивчити ту епоху. В ній численні галактики повиходили на телепатичний контакт одні з одними, при цьому виявилися певні відмінності в галактичних утопіях, викликані особливостями розвитку. Так, в деяких галактиках війни були ще жорстокіші, аніж в Чумацькому Шляху, а в деяких існував лише один розумний вид.
Після спроби відправити одну з зірок до сусідньої галактики, зірка вибухнула, а слідом за нею стали вибухати інші поблизу. Масова активність зірок змусила населення галактичної утопії тікати у сусідні системи. Катастрофи ослабили телепатію галактичного суспільства, оскільки кожна система стала турбуватися про свої нагальні проблеми. Відродилися релігійні вірування, які говорили про фаталізм, де розумні істоти мають змиритися із загибеллю і кожну подію розуміти як ноту музики Всесвіту.
Нарешті з'ясовується, що всі зірки здатні мислити і прагнуть вибухами позбутися планет, після чого повертаються до нормального стану. Галактичним суспільствам вдається встановити контакт із зірками. Ті мають відчуття і своєрідну культуру, хоч і зовсім відмінні від звичних для жителів планет. Насильна зміна руху зірок викликала в інших зірок нерозуміння і страх. Вони намагалися позбутися планет, швидко старіючи і розчаровуючись в існуванні світового порядку. Криза зоряного суспільства була не меншою, ніж у населення планет. Зірки прийшли до розуміння, що мають справу з відмінним від їхнього мисленням, та частина з них, дізнавшись історію жителів планет, вважала доцільним знищити їх.
Поступово вибухи припиняються і зірки починають існувати у своєрідному симбіозі з планетами. Хоча багато зірок померло, Співдружність світів навчається ефективніше отримувати енергію та матеріал мертвих зірок. Телепатія між видами надзвичайно розвивається і всі розумні істоти Всесвіту утворюють єдиний розум. Утверджується думка, що всі колишні лиха були лише невеликою платою за досконалість і могутність, яка запанувала у Всесвіті.

### Початок і кінець
До того часу у Всесвіті лишилося мало молодих галактик, утворення зірок поступово припинялося. Все ще виникали нові види, які спільний розум спрямовував шляхом мирного і плідного розвитку. Але лишається таємницею причина виникнення Всесвіту і чи зможе єдиний розум вижити далі. Паралельно оповідач спостерігає розвиток і загибель мислячих туманностей, життя яких дуже повільне і тривале.
Коли зірки гаснуть, навколо вцілілих збираються тисячі планет. Численні системи вчиняють самогубства і заповідають свою матерію та знання новим цивілізаціям, які здатні жити на поверхнях охололих зірок. В міру охолодження життя все більше заглиблюється в надра зір, перетворюючи їх на порожнисті сфери. Єдиний розум зберігає єдність, хоч і розкиданий Всесвітом. Оповідач відчуває незриму присутність іншого розуму, Творця зірок. Він постає як сила і мудрість, схована в спільному розумі. Творець зірок роздумує над минулим Всесвіту і кінечністю існування всього, що не влаштовує його. Він починає новий акт творення, в якому Всесвіт розпадається на атоми. Він згортається та вибухає з осередків, кожен з яких містить пам'ять про єдиний дух, до якого має повернутися. Творець зірок постає в матеріальній формі як надзірка, що світить з чотиривимірного простору.
Оповідач відчуває ставлення Творця зірок до нього як до витвору мистецтва, в якому Творець бачить недосконалість і прагне його покращити. Оповідач проклинає Творця, якому чужа любов, але із захватом мислить себе як начерк до більш досконалого твору.
Він заглядає в кінець існування Всесвіту, де в надрах охололих зірок істоти гинуть від їх руйнування та все більше зменшують життєвий простір. Проте вони продовжують ділитися тим добрим, що мають, шукають нових знань і відчуттів. Всесвіт розпадається на пил і частки, а з ним і останні розумні істоти. Оповідач бачить нескінченність циклів космогенезу, в яких історія повторювалася нескінченну кількість разів. Але кожний Всесвіт унікальний і Творець зірок нескінченно спостерігає їхню історію, виникаючи і гинучи кожного разу з розуму істот, які населяють Всесвіти.

### Творець і його творіння
На початках Творець зірок не має сили, діючи хаотично. Та в міру появи цивілізацій він усвідомлює певну ціль, бажаючи розвинутися самому разом з усім життям. У кожний наступний Всесвіт Творець зірок проектує свої знання, таким чином кожна наступна історія утворює досконаліший Всесвіт і досконалішого Творця зірок. У майбутніх творіннях Творець зірок створює немислимі для оповідача Всесвіти, де є кілька вимірів часу, існують інші закони фізики. Відповідно виникають незрівнянно вищі істоти, ніж коли-небудь існували у Всесвіті оповідача.
Зрештою Творець зірок створює досконалий Всесвіт, яким повністю задоволений. В ньому присутнє все буття, весь простір і весь час та можливо все. Оповідач не може витерпіти своєї присутності в досконалому Всесвіті і прагне повернутися.

### Епілог: Повернення на Землю
Він отямлюється на пагорбі, де й почав свою подорож. Оповідач згадує про загрози, які нависають над світом, і тепер сприймає їх як необхідні. Він лишається впевненим, що слід невпинно боротися за досягнення просвітлення, розвиток розуму, поки його рідний Всесвіт не скінчився.

### Про Величину
В цьому розділі міститься додаток з часовими шкалами історії Всесвіту. Автор детально описує скільки тривали різні епохи, загалом історія Всесвіту налічує 250 млрд років. Історія людства починається через 100 млрд років після початкового вибуху, а близько 40 млрд років у майбутньому настає смерть останньої галактики. До орієнтовно 80 млрд в майбутньому існують окремі населені планети. Ще 70 млрд триває розпад тіл на частки, поки не настає повний фізичний спокій і початок нового Всесвіту.

## Вплив
Ідеї астроінженерних споруд, описаних в романі, лягли в основу проекту сфери Дайсона — сфери навколо зірки, призначеної максимально ефективно збирати її енергію. Її автор Фрімен Дайсон визнавав, що запозичив ідею з «Творця зірок».